# Витимский заповедник
Госуда́рственный приро́дный запове́дник «Вити́мский» организован 20 мая 1982 года. Территория заповедника находится на границе Патомского и Станового нагорий, на юго-востоке Бодайбинского района Иркутской области, в 240 км выше города Бодайбо по течению реки Витим. Площадь — 585 838 га. Речная сеть заповедника относится к бассейну Северного Ледовитого океана. На территории заповедника находится большое количество озёр: особую научную и культурную ценность представляет озеро Орон.

## Климат
Положение заповедника в пределах умеренного пояса, большая удалённость от океанов и горный рельеф обуславливают главную особенность климата — резкую континентальность и высотную поясность климатических условий. Абсолютный температурный минимум достигает −60 °C. Зима наступает в первых числах октября и длится около 7 месяцев. В целом за год продолжительность тёплого периода (t° выше 0 °C) составляет около 145 дней.

## Природа
Под лесом находится около 12 % площади заповедника. Выявлено 1085 видов растений и 9 видов лишайников.
Сосудистые растения, включенные в Красную книгу РФ: родиола розовая, наяда гибкая, калипсо луковичная, бородиния байкальская (бородиния Тилинга).
В заповеднике зафиксировано более 220 видов птиц, рыбы — 23, земноводные — 3, пресмыкающиеся — 1, млекопитающие — 35. Снежный баран представлен изолированной популяцией. Из парнокопытных в заповеднике обычны северный олень, кабарга, лось. Одним из самых обычных зверьков заповедника является бурундук.

## Топографические карты
- Лист карты O-50-XXI. Масштаб: 1 : 200 000. Указать дату выпуска/состояния местности.
- Лист карты O-50-XXVII. Масштаб: 1 : 200 000. Указать дату выпуска/состояния местности.